# Radu Dan Constantinescu
Radu Dan Constantinescu (n. 17 octombrie 1955, Târgu Jiu, Gorj, România) este un fizician român specializat în domeniul sistemelor dinamice neliniare și al dinamicii constrânse, al teoriei câmpurilor gauge și al modelelor matematice care descriu fenomene neliniare⁠(d). A fost secretar general al Societății Române de Fizică, iar în prezent este președinte al Uniunii Fizice Balcanice, printre alte roluri în mediul fizicii europene.

## Viața și educația timpurie
Radu Constantinescu a absolvit Colegiul Național Frații Buzești din Craiova și a urmat cursurile Facultății de Științe ale Naturii din cadrul Universitatea din Craiova, de unde a obținut titlul de doctor în fizică.

## Cariera
Și-a început cariera didactică la Colegiul Național Gheorghe Lazăr din București. S-a mutat apoi la Craiova, unde a predat la Colegiul Național Tudor Vladimirescu și la Colegiul Național Carol I. În 1990, s-a alăturat Universității din Craiova ca profesor de fizică teoretică. A fost decan al Facultății de Fizică a Universității din Craiova între 1999 și 2004. Între 2005 și 2009 și 2016 și 2020 a fost prorector al Universității din Craiova pe probleme de cercetare științifică. De asemenea, a fost coordonator instituțional al programului Socrates la Universitatea din Craiova.

### Cele mai importante momente ale carierei și recunoaștere
În 2009, Constantinescu a fost ales secretar general al Societății Române de Fizică. De asemenea, în 2017 a fost numit vicepreședinte al Congresului Academiei Americane de Științe și Arte din România. În 2011, a fost reprezentantul rectorilor români la Procesul Bologna. Între 2009 și 2015 a fost numit președinte al Rețelei Sud-Est Europene de Fizică Matematică și Fizică Teoretică. Între 2013 și 2022 a fost președinte al Comitetului pentru Integrare Europeană al Societății Europene de Fizică. În septembrie 2022 a fost ales cel de-al 12-lea președinte al Uniunii Fizice Balcanice.

## Publicații
Contribuțiile lui Radu Constantinescu în domeniul fizicii se axează pe fizica energiilor înalte și pe dinamica constrângerilor. Lucrările sale au fost publicate în Physics Letters A și B, Journal of Mathematical Physics, Physica Scripta, International Journal of Modern Physics, Romanian Journal of Physics, Mathematics, Symmetry și la Centrul UNESCO de Fizică Teoretică și Matematică. Este autor sau coautor a peste 60 de articole în reviste științifice cu peste 250 de citări.